# Hugo de Groot (rechtsgeleerde)
Hugo de Groot (Delft, 10 april 1583 – Rostock, 28 augustus 1645) was een Nederlands classicus, rechtsgeleerde, schrijver en dichter. Hij is ook bekend onder de gelatiniseerde naam Hugo Grotius en wordt in oudere teksten sporadisch aangeduid als Huig de Groot.
De Groot schreef Latijnse tragedies en gedichten, theologische verhandelingen en Nederlandse gedichten. Zijn belangrijkste werken liggen op historisch en juridisch gebied. Zijn beroemdste werk is De iure belli ac pacis (Over het recht van oorlog en vrede) uit 1625. Het vormt de basis voor het moderne volkenrecht. Hij is ook bekend vanwege zijn pleidooi voor de vrije toegang tot de zee (en de vrijhandel) het Mare Liberum (1609). Dat is een los hoofdstuk van de verhandeling De Indis ("Over Indië"), geschreven in de periode 1604-1606, die toen niet is uitgegeven. De Indis werd pas in 1868 gepubliceerd onder de titel De iure praedae ("Over het buitrecht"), nadat het manuscript vier jaar eerder teruggevonden was. Hedendaagse rechtsgeschiedkundigen beschouwen hem als een van de grootste juristen ooit. De Groot heeft een immense invloed op het internationaal publiekrecht uitgeoefend, zijn ideeën met betrekking tot de zeevaart bijvoorbeeld domineren het grootste deel van het hedendaags zeerecht. De Groot kan ingedeeld worden in de school van de humanisten. Algemeen wordt aanvaard dat De Groot het Vernunftrecht bepleitte, maar dit is een misvatting, daar zijn recht nog niet autonoom is en het niet los staat van God. Hij was de eerste die de stap naar een autonoom natuurrecht zette, het ius naturale is volgens De Groot zelfs geldig indien God niet bestond. Hij mag dus worden beschouwd als een voorloper van de grote natuurrechtdenkers.
Op jonge leeftijd schreef hij de Annales et historiae de rebus Belgicis. Van meer historisch belang dan deze Nederlantsche Jaerboeken en Historien was zijn boek over de Oudtheyt vande Batavische nu Hollandsche Republique. In dat laatste werk toont De Groot aan dat de Staten altijd soeverein geweest zijn. Historisch gezien is dit standpunt van De Groot onhoudbaar, maar zijn verhandeling, die uiteraard bij de Staten van Holland in de smaak viel, heeft betekenis gekregen omdat de Staten van Holland, als het om hun positie ging, zich op De Groot plachten te beroepen.
De Groot huwde in 1608 met Maria van Reigersberch (1589-1653). Zij kregen drie zonen en een dochter. Zijn tweede zoon Pieter de Groot werd eveneens rechtsgeleerde en later pensionaris van Rotterdam.

## Biografie

### Jeugd

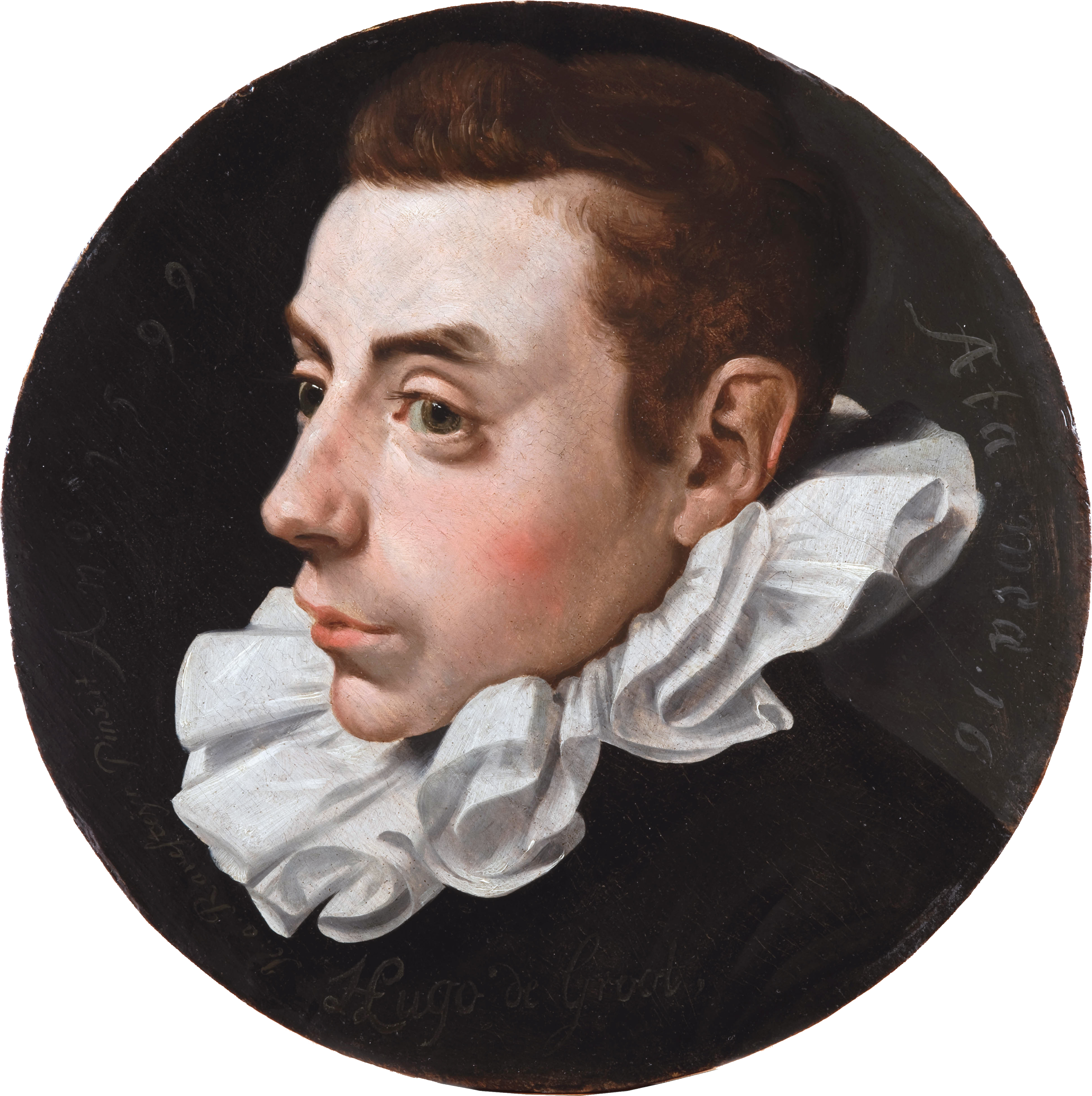
Hugo op 16-jarige leeftijd (Jan Antonisz. van Ravesteyn, 1599)

De Groot werd geboren te Delft als zoon van het Nederlands patriciërs-, vanaf 1843 adellijke geslacht De Groot. Zijn vader, Jan de Groot (1554-1640), telde veel bekende geleerden uit de Republiek onder zijn vrienden. Deze herkenden al snel Hugo's bijzondere begaafdheid. Zo kon hij vanaf zijn achtste jaar dichten in het Latijn en vertaalde hij op vroege leeftijd Griekse en Latijnse boeken.
De jeugdige De Groot ging al op elfjarige leeftijd studeren aan de universiteit van Leiden, waar hij omging met medestudent Daniël Heinsius. Hun gezamenlijke leermeester was de Franse filoloog Josephus Justus Scaliger. In 1598 mocht hij mee met een gezantschap naar Frankrijk, dat onder leiding stond van Johan van Oldenbarnevelt, en als doel had van koning Hendrik IV steun te verkrijgen voor een voortzetting van de opstand tegen Spanje. Het was tijdens deze reis dat de Franse koning hem le miracle de la Hollande zou hebben genoemd, en bovendien promoveerde Hugo in Orléans tot doctor in de beide rechten (5 mei 1598), dus het 'gewone' wereldlijk recht én het kerkelijk recht. Hij begon zijn carrière in 1600 als advocaat in Den Haag; in 1607 werd hij in dezelfde stad advocaat-fiscaal van de Hoge Raad van Holland, Zeeland en West-Friesland. Zijn bekendste Nederlandstalige werk is Inleidinge tot de Hollandse Rechtsgeleerdheid.
In 1613 maakte De Groot als diplomaat deel uit van een delegatie naar Engeland. Daar onderhield hij zich met koning Jacobus I over de kerkelijke twisten tussen de remonstranten en de contraremonstranten. Hij ontmoette daar voor het eerst de uitgeweken Franse classicus en filoloog Isaac Casaubon, met wie hij voorheen al gecorrespondeerd had. In datzelfde jaar werd hij tot pensionaris van Rotterdam benoemd.

### Gevangenschap op Loevestein

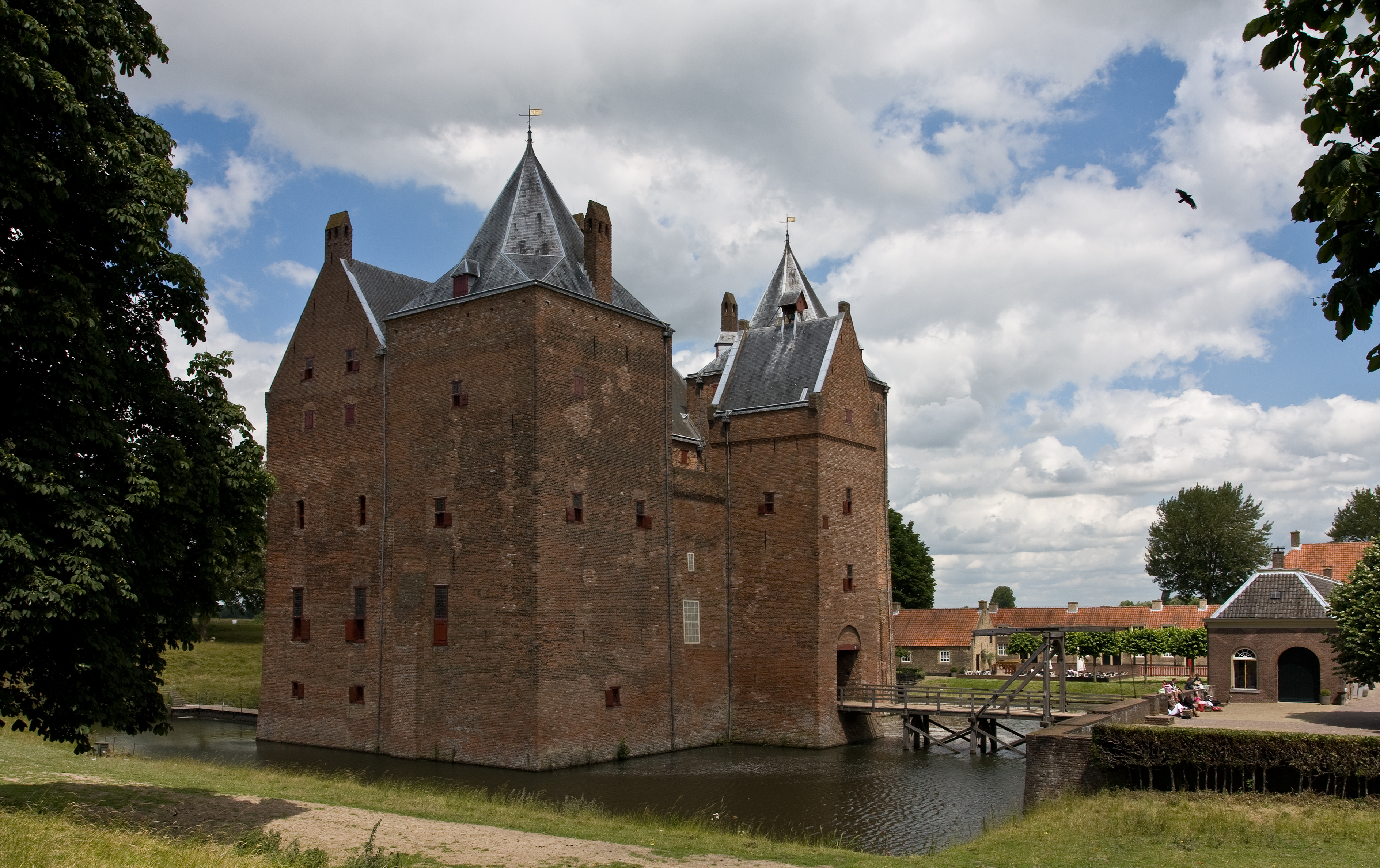
Slot Loevestein

Even na 1610 laaiden er in de nog jonge Nederlandse Republiek godsdiensttwisten tussen de protestanten onderling op, die tot in de politiek werden uitgespeeld. Deze twisten kwamen overigens niet als een verrassing. De Groot was in 1607 een van de velen geweest die voorspelden dat door een bestand met Spanje ruimte zou ontstaan voor partijstrijd in de Republiek. Inzet was de leer van de predestinatie, ofwel de Goddelijke voorbeschikking. De strijd ging tussen de strikte Franciscus Gomarus en de ruimdenkende Jacobus Arminius.
De Groot trad in vele geschriften naar voren als verdediger van het kamp der Arminianen of, vanuit zijn gezichtspunt gezien, het kamp van hen die voor tolerantie ijverden, en van mening waren dat de staat het hoogste gezag was en dus boven de kerk stond. Dat was ook het standpunt van Van Oldenbarnevelt, die bovendien weigerde een nationale synode van staatswege bijeen te roepen, omdat daarin ongetwijfeld Arminius veroordeeld zou worden.
Prins Maurits, die zelf zei dat hij niet veel verstand had van theologie, zag in de godsdiensttwisten vooral een bedreiging voor de eenheid van het land. Beweerd wordt wel dat hij kans zag om de vredespartij buitenspel te zetten. In 1618 was de omzetting van het Twaalfjarig Bestand met Spanje in een permanent vredesverdrag echter al onwaarschijnlijk geworden door de regeringswisseling in Spanje. Het bestand had voor hem, als legeraanvoerder, geleid tot verlies van goede kansen in de zuidelijke Nederlanden. In augustus 1618 wist de prins dankzij de kwestie van de waardgelders de machtsstrijd in zijn voordeel te beslechten. Van Oldenbarnevelt en De Groot werden op 29 augustus 1618 gevangengenomen. Gilles van Leedenberch pleegde enkele dagen later zelfmoord, Van Oldenbarnevelt werd ter dood veroordeeld en terechtgesteld. Een college van 24 rechters veroordeelde de remonstrant De Groot 'ter eeuwige gevangenisse'. Aanvankelijk werd hij te Den Haag in hechtenis gehouden, maar op 5 juni 1619 werd hij overgebracht naar Slot Loevestein, toen een staatsgevangenis. Later kwamen zijn vrouw Maria van Reigersberch en hun dienstmeisje Elselina van Houweningen hem bezoeken.

### Ontsnapping in een boekenkist

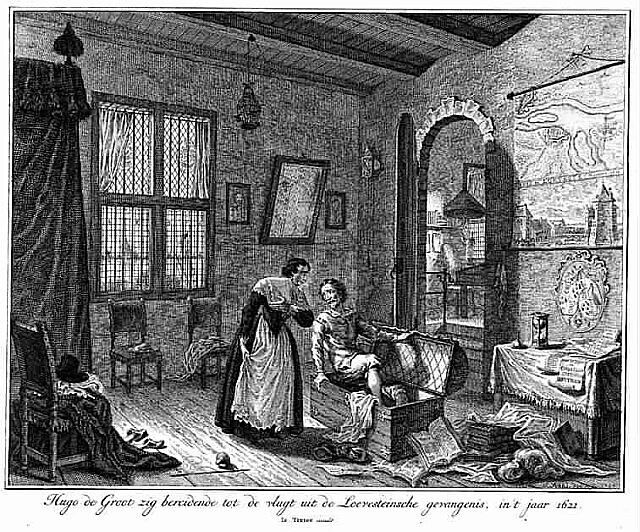
Hugo de Groot klimt in de boekenkist (ets uit 1754).

De Groot mocht wel blijven studeren en schreef in gevangenschap zijn Inleiding tot de Hollandsche Rechtsgeleerdheid. Daarvoor kreeg hij regelmatig een kist boeken, die soldaten bij een familie in Gorinchem ophaalden; later werd die kist terugbezorgd. Dat bracht Maria na anderhalf jaar op een idee. Zij maande Hugo: "Kruip in die kist en zorg dat je er twee uur in kunt blijven zitten zonder geluid te maken". Ze liet hem avonden lang oefenen. De tijd begon te dringen, omdat het Twaalfjarig Bestand met Spanje binnenkort afliep, waarna mogelijk de vluchtroutes minder veilig zouden zijn.
Op 22 maart 1621 ontsnapte De Groot uit Loevestein. Op deze dag was het jaarmarkt in Gorinchem, en de gevangenisbaas was weg. Maria legde met Elselina de boeken in het bed, zodat het net leek of Hugo ziek was. Met alleen zijn ondergoed en zijden kousen aan kroop De Groot in de kist. Elselina ging met de soldaten mee naar Gorinchem om de kist in de gaten te houden. Eenmaal bij de familie aangekomen stapte Hugo eruit om ijlings in metselaarskleren naar Antwerpen te vluchten. Vandaar vertrok hij naar Parijs. Aldaar ontving hij bezoek van de broers Cornelis en Dirk de Graeff.
Het roemruchte verhaal van deze ontsnapping werd door de publicatie van de biografie door Gerard Brandt, die het uit Elselina's mond had opgetekend, een van de klassiekers van de Nederlandse geschiedschrijving, zozeer dat op diverse plaatsen, onder andere in het Rijksmuseum in Amsterdam en in de Prinsenhof in Delft, maar ook in New York en op Loevestein zelf, kisten worden bewaard waarvan gezegd wordt dat De Groot daarin ontsnapte.

### Onderhouden door de Franse koning
Vanuit Loevestein vluchtte De Groot naar Parijs, waar hij uiteindelijk weer in vrijheid zijn vrouw ontmoette en een toelage van de Franse koning Lodewijk XIII de Rechtvaardige kreeg. Het jaargeld stelde De Groot in staat om zich aan zijn schrijverschap te wijden. In 1622 verscheen Apologeticus oftewel Verantwoordingh van de wettelijcke regieringh van Hollandt ende West-Vrieslandt, waarin De Groot zijn visie op de wettigheid van het Hollandse bewind gaf. Volledig verteerd door politieke wrok was hij echter niet, getuige zijn publicaties op theologisch (De veritate religionis christianae in 1627) en letterkundig (de Latijnse vertaling van het werk van de Byzantijnse geleerde Stobaeus in 1623) gebied.

### Terug in Holland
In 1631 keerde De Groot terug naar Rotterdam, in de hoop dat hij zich weer in Holland kon vestigen. Zes jaar na de dood van Maurits was het politieke klimaat onder diens opvolger Frederik Hendrik veel milder geworden. Burgemeester Van Berckel pleitte voor amnestie voor hem in de Staten van Holland. Ook de historicus en dichter P.C. Hooft, die tot de kring rond de stadhouder behoorde, deed een goed woordje.
Maar De Groot zelf weigerde welk verzoek dan ook tot de Staten of de prins te richten; hij was ervan overtuigd dat hij niets verkeerds had gedaan. Het jaar daarop vaardigden de Staten een nieuw arrestatiebevel uit en moest hij in ballingschap gaan.

### In Zweedse staatsdienst

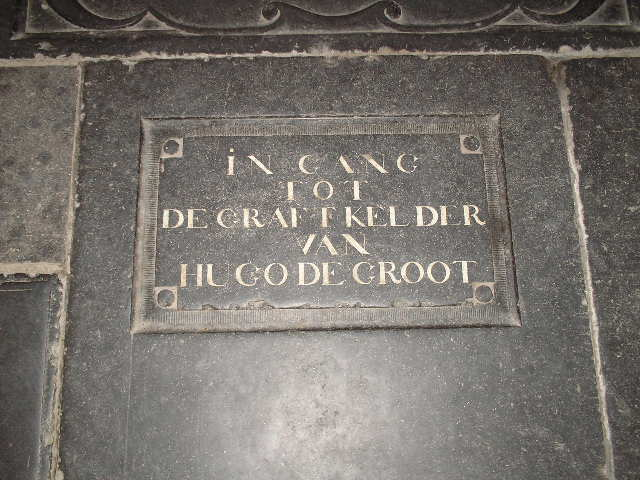
Ingang tot de grafkelder van Hugo de Groot

Vanaf 1634 woonde hij als gezant van Zweden in Parijs. Het was zijn taak om Franse steun te winnen voor de Zweedse interventiepolitiek in Duitsland. De Zweden streden toen aan de zijde van de Duitse protestanten in de Dertigjarige Oorlog. Als principieel en wat rechtlijnig remonstrant kon hij echter moeilijk overweg met de opportunistische Fransen onder kardinaal Richelieu. Onder invloed van de "Franse partij" aan het hof in Stockholm werd hij op 20 december 1644 teruggeroepen.
De jonge koningin Christina wilde hem tot staatsraad benoemen om haar te adviseren in zaken van buitenlandse politiek. Maar bovenal wilde ze hem een wetenschappelijke bibliotheek voor haar laten samenstellen. De Groot voelde daar niets voor. Ook het noordelijke klimaat trok hem en zijn vrouw weinig aan. In maart 1645 vertrok hij uit Stockholm, naar Lübeck. Zijn schip leed echter schipbreuk bij het oversteken van de Oostzee. Hij kwam veilig aan wal, maar ver naar het oosten. Te paard reisde hij vanaf 13 augustus richting Lübeck, maar uitgeput bereikte hij Rostock. Daar overleed hij op 28 augustus. Zijn laatste woorden zouden zijn geweest: "door veel te begrijpen heb ik niets bereikt". De Groot ligt begraven in de Nieuwe Kerk in Delft, vlak bij Prins Maurits.

## Werk en invloeden

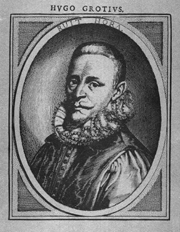
Hugo de Groot
bron: Museum van de Vaderlandse Geschiedenis

Hugo de Groot was een pionierend theoreticus op het gebied van natuurrecht, dat hij definieerde als het idee dat bepaalde zaken uit zichzelf goed of slecht zijn, en daardoor bepaalde rechtsbeginselen vanuit zichzelf geldig zijn. Deze vloeien dus niet voort uit Gods openbaringen die op de Sinaï door God aan Mozes gegeven waren, maar gelden voor alle mensen (Noachieten): het natuurrecht geldt "zelfs als we zouden aannemen dat er geen God van Israël bestaat". Deze rechtsprincipes ontwikkelde hij en paste hij toe in De iure praedae (Over het buitrecht) uit circa 1604 (niet tijdens zijn leven gepubliceerd) en het al genoemde De iure belli ac pacis. In een later als Mare Liberum (De Vrije Zee) los gepubliceerd hoofdstuk uit De iure praedae ontwikkelde De Groot voor het eerst een concept van een mondiale gemeenschap, vanuit het idee dat de zee voor allen toegankelijk moest zijn om zo de communicatie tussen volkeren in stand te houden en niet elkaar de toegang tot de overzeese gebieden te ontzeggen. De Groots werk op dit gebied vormde de basis voor later werk van filosoof John Locke. Bij verschijning van Mare Liberum wonden Engelse geleerden als John Selden en William Welwod zich nogal op en publiceerden weerleggingen van De Groots stellingen. Welwods Abridgement off all sea lawes pareerde De Groot met Defensio capitis quinti Maris Liberi oppugnati a Gulielmo Welwodo (Verdediging van de vrije vijf oceanen, die worden aangevallen door William Welwod).
De Groot was niet alleen rechtsgeleerde, maar ook een niet onverdienstelijk theoloog. Dit heeft hem echter veel moeilijkheden opgeleverd. In 1619 werd hij omwille van zijn theologische werken veroordeeld tot levenslange opsluiting in Slot Loevestein. Gedurende de voorgaande jaren trachtte De Groot namelijk zijn overtuigingen aangaande natuurlijke wetgeving te verenigen met het Calvinisme dat in de Republiek der Verenigde Nederlanden als godsdienst de overhand had gekregen. Hierin slaagde hij echter niet, omdat het idee dat God niet in alles het laatste woord heeft, niet verenigbaar is met het Calvinistische concept van predestinatie.

## De Groot als literator
Een van De Groots eerste gedichten was een pindarische ode op Frederik Hendrik, geschreven in 1595 op 12-jarige leeftijd, in het Grieks. Later verrichtte hij titanenwerk met zijn programma om een grote bloemlezing uit de Griekse poëzie in het Latijn toegankelijk te maken. Om te beginnen vertaalde hij het gehele poëziegedeelte uit de Anthologie van Johannes Stobaeus, een enorme vijfde-eeuwse verzameling van citaten uit dichters en prozaschrijvers (1623). Daarna volgden de Excerpta Tragicorum et Comicorum (Uittreksels uit tragedie- en komedieschrijvers), waarin hij een grote persoonlijke bloemlezing gaf uit antieke toneelstukken (1626). Het laatste onderdeel van het project was een vertaling van de volledige Anthologia Planudea in het Latijn. De Groot vertaalde de bloemlezing van Griekse epigrammen (zo’n 3000 gedichten), vanaf september 1630 in één jaar tijd (!), steeds in hetzelfde metrum en in evenveel regels als het origineel. Tot een volledige uitgave hiervan kwam het pas in 1795 door Jeronimo de Bosch.
In navolging van Martialis’ Apophoreta, een reeks tweeregelige epigrammen op geschenken die gasten na een feest kregen om mee naar huis te nemen, schreef hij in 1603 zijn Instrumentum domesticum (Huisraad) op allerlei voorwerpen in en om het huis. Zijn hoogtepunt als Neolatijns dichter bereikte hij echter met zijn ‘epithalamia’, bruiloftsgedichten, naar het voorbeeld van de laat-Latijnse dichter Claudius Claudianus. De Groots beste epithalamium – en sowieso een onovertroffen prestatie in dit genre – is het Epithalamium Potteii, dat hij maakte ter gelegenheid van het huwelijk van zijn studievriend en huisgenoot Enoch Pottey (gelatiniseerd: Potteius) met Maria Wachtmans in 1604. Het is een lang gedicht over de huwelijksnacht in acht delen met verschillende metrums, waarin de zinnelijkheid van het onderwerp en de poëtische virtuositeit van de dichter samenkomen.
Om te laten zien hoe de navolging van de tragedies van Seneca in een eigentijdse Neolatijnse vorm gestalte moest krijgen, besloten De Groot en zijn vriend Daniël Heinsius ieder een tragedie te schrijven. De Groot kwam in 1601 met Adamus exul (in 1664 door Vondel gekozen als onderwerp voor zijn proeve van translatio, imitatio en aemulatio het treurspel Adam in ballingschap). In 1608 volgde het stuk Christus patiens (Het lijden van Christus, 1608). Ook maakte hij vertalingen van stukken van zijn favoriete auteur Euripides. In 1630 kwam zijn Latijnse versie uit van De Phoenissische vrouwen, waaraan hij tien jaar had gewerkt. Deze bevatte bovendien een principiële inleiding, waarin De Groot de inzichten van Aristoteles over tragedie uiteenzette. Zelf schreef hij nogmaals een tragedie, wederom een bijbels stuk, dit keer over Jozef in Egypte, Sophompaneas (1635, door Vondel in hetzelfde jaar vertaald als Jozef in ’t hof).

## Eerbetoon

Ontwerp voor grafmonument voor Hugo de Groot (1663, niet uitgevoerd).

- Joost van den Vondel schonk De Groot de bijnaam het "Delfts orakel".
- In 1773 kwam de Amsterdamse arts Jacob Ploos van Amstel met het voorstel om Slot Loevestein te slopen en op die plaats een enorme classicistische rondtempel ter ere van Hugo de Groot op te richten. In zijn opdracht maakte de architect Jacob Otten Husly zelfs een ontwerp.[8]
- Hugo de Groot werd drie keer vereeuwigd in een bronzen standbeeld:
  - 1886 - Delft, Markt, door Franciscus Leonardus Stracké (1849-1919);
  - 1938 - Den Haag, Plein, vanaf 1988 Kazernestraat, ingang gebouw Hoge Raad, door Johan Polet (1894-1971);
  - 1969 - Rotterdam, Coolsingel, voor het stadhuis, door Auke Hettema (1927-2004).
- Er bestaan in veel Nederlandse plaatsen naar De Groot genoemde straten. In Amsterdam is een hele buurt naar hem genoemd. In Delft bevindt zich het Huigh de Groothof, een hofje uit 1975 dat zich bevindt ter hoogte van het vroegere geboortehuis van De Groot.
- In 1948 verscheen van de hand van historica en schrijfster Annie Romein-Verschoor de veelgeprezen roman Vaderland in de verte waarin de auteur op basis van de historische feiten een levendig en gedetailleerd portret schetst van Hugo de Groot en zijn vrouw Maria van Reigersberch tegen de achtergrond van een bewogen periode in de vaderlandse geschiedenis.
- De Faculteit der Rechtsgeleerdheid van de Radboud Universiteit Nijmegen huist sinds 24 juli 2014 in het Grotiusgebouw.
- De Grotius Academie is de stichting die in Nederland juridische postacademische specialisatieopleidingen verzorgt.
- In 2004 eindigde De Groot op nr. 31 tijdens de verkiezing van De grootste Nederlander.
- In Leiden en Den Haag zetelt het Grotius Centre for International Legal Studies of Leiden Law School van de Universiteit van Leiden
- Op het Korte Voorhout te Den Haag staat sinds 2015 een standbeeld van Hugo de Groot voor het gebouw van de Hoge Raad der Nederlanden te midden van beelden van andere historische rechtsgeleerden. Voorheen stonden deze beelden in de Kazernestraat (van 1987 tot 2015) en op het Plein (van 1938 tot 1987).
- In 2015 werd in de gang van het gebouw van de Hoge Raad de spreuk "Ubi iudicia deficiunt incipit bellum" aangebracht, afkomstig uit Over het recht van oorlog en vrede.[9] In 1938 was de spreuk uitgevoerd als een door Richard Roland Holst ontworpen wanddecoratie in de zittingszaal van het gebouw aan het Plein. De Hoge Raad hanteert dit als zijn motto in de (overigens bediscussieerde)[10] interpretatie: "waar rechterlijke beslissingen tekortschieten, begint geweld."[11]

## Werken

Annotationes ad Vetus Testamentum, 1732

Titelblad Vrye zeevaert, uitgave van 1641, in de jezuïetencollectie van de Universiteitsbibliotheek Maastricht

- Georgio Melisso et Mariæ Almondianæ versvs epithalamii[a] - 1595
- Logicarum disputationum quarta de postpraedicamentis - 1597[12]
- Physicarum disputationum septima de infinito, loco et vacuo - 1597[13]
- Pontifex Romanus, Rex Galliarum, Rex Hispaniarum, Albertus Cardinalis, Regina Angliae, Regina Angliae, Ordines federati[b] - 1598
- Hvg. Grotii Batavi Mirabilivm anni M.D.C.qvae Belgas spectant semestre privs ad illvstrissimvm Henricvm Fredericvm Nassovivm ...[c] - 1600
- Epithalamivm scriptvm ab H. Grotio nvptiis nob. et consvltissimi D.D. Gvilielmi Martinii, et [...] Annæ Brederodiæ Veenhvsiæ[d] - 1600
- Sacra, in quibus Adamus Exul tragoedia aliorumque eiusdem generis carminum cumulus[e] - 1601
- De republica emendanda (over verbetering van de Republiek) - 1601
- Parallelon rerumpublicarum (vergelijking van republieken) - 1602
- De iure praedae (over het buitrecht), inclusief Mare liberum (de vrije zee) - 1604
- Tragoedia Christus patiens[f] - 1608
- Mare liberum sive de jure quod Batavis competit ad Indicana commercia dissertatio (over de territoriale zee)[g][h] - 1609
- De antiquitate reipublicae Batavicae[i] (over de oudheid van de Bataafse Republiek; Bataafse mythe) - 1610
  - Tractaet vande oudtheyt vande Batavische nv Hollandsche republique[j] (zelfde werk in het Nederlands) - 1610
- Ordinvm Hollandiae ac VVestfrisiae pietas vindicata[k] (de vroomheid der Staten van Holland en West-Friesland verdedigd) - 1613
  - Der Heeren Staaten van Hollandt ende West-Vrieslandt godts-diensticheyt[l][m] (zelfde werk in het Nederlands) - 1613
- Vrye zeevaert, ofte Bewijs van't recht dat de inghesetenen deser geunieerde landen toecomt over de Indische coop-handel - 1614
- Defensio fidei Catholicae de satisfactione Christi adversus Faustum Socinum[n] (verdediging van het katholieke geloof omtrent de satisfactie van Christus) - 1617
- De iure belli ac pacis (over het recht van oorlog en vrede) - 1625
- De veritate religionis Christianae[o] (over de waarheid van het christelijk geloof) - 1627
- Grollae obsidio cum annexis anni M.DC.XXVII[p] (over het Beleg van Grol) - 1629
- Inleydinge tot de Hollantsche rechtsgeleertheit[q] - 1631
- Van de ovdheydt der Batavische, nv Hollandsche republique[r] - 1636
- Via ad pacem ecclesiasticam, Quæ hoc tractatu continentur vide sequenti pagina[s] (de weg naar kerkelijke vrede) - 1642
- De imperio summarum potestatum circa sacra, Commentarius posthumus[t] (over de macht van heersers in religieuze zaken) - 1647
- Philosophorvm sententiæ de fato et de eo quod in nostra est potestate, collectæ partim, et de Græco versæ[u] (over het lot) - 1648
- Bewijs van de ware godts-dienst, gestelt in ses boecken[v] - 1648
- J. v. Vondels Sofompaneas of Josef in 't Hof, treurdicht. Vertaelt uit het Latijn van... Huigh de Groot...[w] - 1655
- Annales et historiae de rebus Belgicis[x] (annalen en geschiedenis van de Nederlanden) - 1657